# Bracodoryctes longitarsus
Bracodoryctes longitarsus är en stekelart som beskrevs av Sergey A. Belokobylskij och Donald L.J. Quicke 2000. Bracodoryctes longitarsus ingår i släktet Bracodoryctes och familjen bracksteklar. Inga underarter finns listade.